# 林溢欣
林溢欣（英語：Jayden Lam Yat Yan，1987年9月23日—），香港中文大學中文系研究院哲學碩士講師。曾於遵理學校任教中國語文，後來夥伴創天傳承合作成立「凝皓教育」，持有該公司20%股份。

## 簡歷

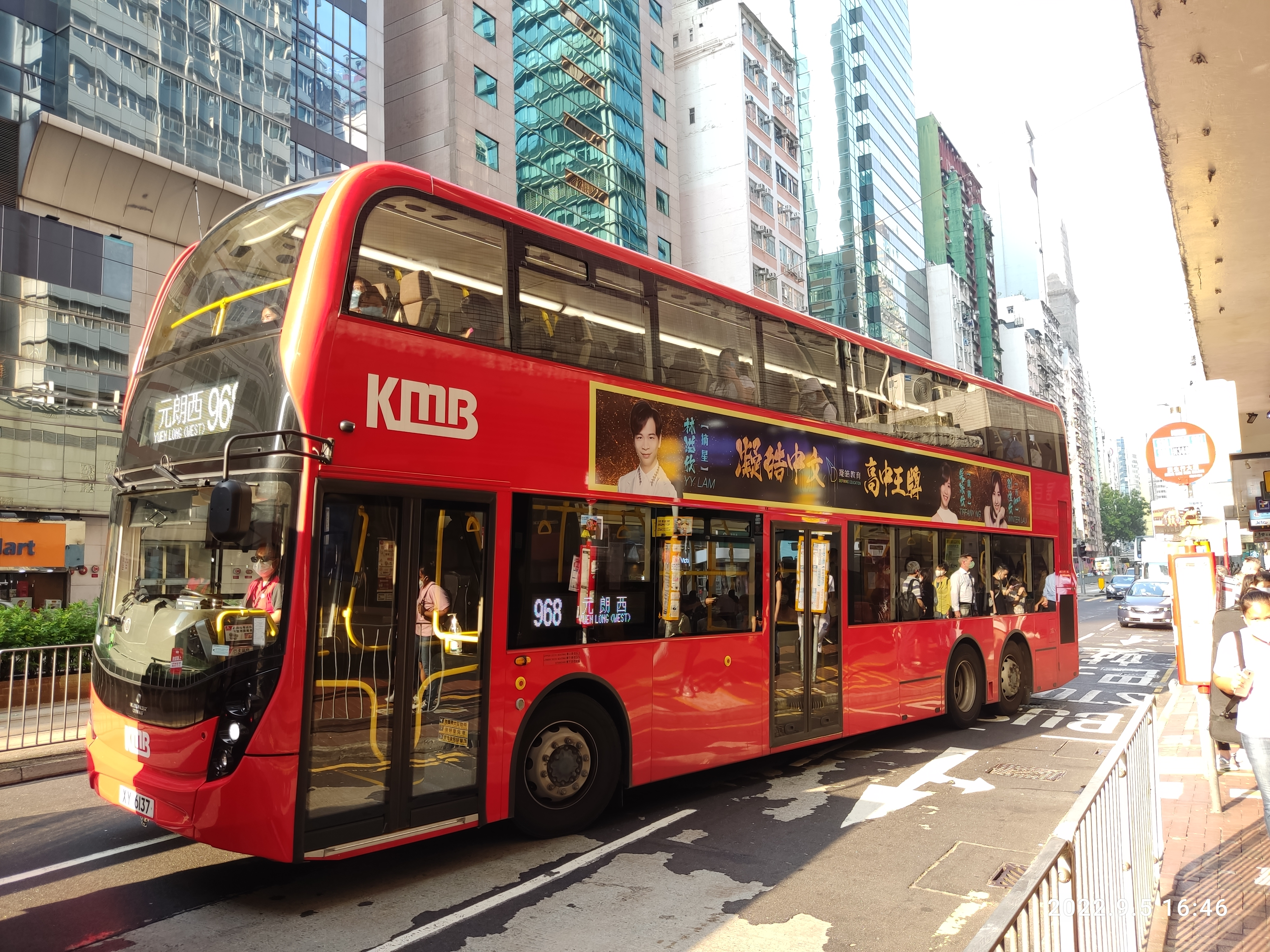
林溢欣與創天傳承合作成立的「凝皓教育」九龍巴士廣告

林溢欣一家六口，居住葵涌光輝圍400多呎的私人住宅單位，基於父母寄望而發奮讀書，早年就讀可風中學。在2004年會考中獲得4B的成績，順利升讀原校。及後在2006年高考取得三優佳績（中國語文及文化、中國文學、中國歷史），成功入讀香港中文大學中文系，一年級的實用語法課時曾經師承歐陽偉豪，取得一級榮譽畢業，其後他於中文補習課發表《SIDRIP》作為HKDSE中國語文科卷三聆聽及綜合能力開首及結尾段考試技巧。香港中大中文系研究院哲學碩士(Master of Philosophy)畢業，專研古代文獻、文言文及哲學思想 。據報林自2013年起，為遵理每年帶來逾億港元收入
2013年，林溢欣曾先後模仿連詩雅的《到此為止》和樂隊Dear Jane的《一去不返》等，並拍攝MV上載至YouTube，備受關注。
2014年創立中文文化雜誌《藝文青》。
2015年10月8日，香港另一著名連繫補習學校現代教育在報章刊登大篇幅廣告，聲稱以年薪逾8,500萬港元的豐厚條件利誘他跳槽，事件因而廣泛受到各大傳媒及網民關注，而翌日他隨即否認傳聞和撰寫公開信表明留效遵理。
2016年7月，林溢欣獲香港新成立的電視台ViuTV邀請擔任節目《巨門陣》的評判，著名學界社運人士黃之鋒亦在席，兩人更分別指導參賽者辯論內容。
2020年，林溢欣在香港開創Mille Mele日本蘋果批分店。
2021年，林溢欣連同其團隊製作補習老師選秀節目《補習擂台》，並擔任主持，系列上載於其個人YouTube頻道；年末，林溢欣開創凝皓教育，分別在太子、九龍灣、銅鑼灣、屯門、旺角及荃灣西設立分校，因為自己可控制的範圍更多，實踐到自己的教育理念。

## 超速事件
2015年12月28日，他涉嫌在時速限制50公里的太子道西，以時速136公里駕私家車飛馳，超速一倍多。在九龍城法院否認一項超速駕駛罪，案件排期至2016年12月14日開審。至2016年12月9日，他由律師代表上庭改口認罪，罰款2,600元兼停牌1年，並要於復牌前參加駕駛改進課程。

## 音樂作品

### 填詞
- 周殷廷 - 晨星

### 單曲
| 推出日期 | 曲目     | 作曲   | 填詞                            | 編曲             | 監製 | 備註                                    |
| 2025年   |          |        |                                 |                  |      |                                         |
| 3月21日  | 臣本布衣 | 紀幾何 | 原文：諸葛亮 〈出師表〉（節錄） | 何家銘Tomy／旨呈 | 旨呈 | 旨呈 Featuring YY Lam 林溢欣 首支派台歌 |

## 演出作品

### 電影
- 2024年：公開試當真

### 綜藝節目

#### ViuTV
- 2016年：巨門陣 第4集評判
- 2016年：經緯線
- 2023年：正一廣東話主持

#### HOY TV
- 2023年：一分鐘「語文的生命」學堂

#### 網絡媒體
- 2015–2019年：《四個小生去旅行》系列
- 2019–2020年：YY 暗黑廚房
- 2020–：YY新成語動畫廊、YY例子學堂
- 2020–2021年：師殺鬥室
- 2021年：補習擂台主持兼評判
- 2023年：試當真《EA Exam真係驚》系列

## 外部連結
- 林溢欣的新浪微博
- 林溢欣的Facebook專頁
- 林溢欣的Instagram帳戶
- YouTube上的林溢欣頻道